# Campeonato Mundial de Atletismo em Pista Coberta de 2016 - Mestres 800 m masculino
A prova dos 800 metros mestres masculino do  Campeonato Mundial de Atletismo em Pista Coberta de 2016  foi um evento especial realizado no dia 19 de março em Portland, nos Estados Unidos. Todos os atletas participantes encontram-se na divisão M60. 

## Medalhistas
| Ouro                    | Prata           | Bronze                  |
| David Roy Wilcock (GBR) | Joe Gough (IRL) | Oleksandr Lysenko (UKR) |

## Resultados
| Rank              | Name                       | Nationality   | Time    | Notes |
| ----------------- | -------------------------- | ------------- | ------- | ----- |
| Medalha de ouro   | David Roy Wilcox           | Reino Unido   | 2:15.90 |       |
| Medalha de prata  | Joe Gough                  | Irlanda       | 2:16.01 |       |
| Medalha de bronze | Oleksandr Lysenko          | Ucrânia       | 2:17.38 |       |
| 4                 | Pierre Faucheur            | França        | 2:18.23 |       |
| 5                 | Marcellus Jacobus Scholten | Países Baixos | 2:18.53 |       |
| 6                 | Fiorio Cloki               | Uruguai       | 2:18.66 |       |

Legenda
| Recorde mundial       | Recorde mundial (World record)               |                       | Recorde africano                      | Recorde africano (African) |                                           | Q | Classificado por posição (Qualified) |
| Recorde do campeonato | Recorde do campeonato (Championship record)  | Recorde da América    | Recorde da América (Americas)         | q                          | Classificado por melhor tempo (Qualified) |   |                                      |
| Melhor marca do ano   | Melhor marca do ano (World leading)          | Recorde asiático      | Recorde asiático (Asian)              | DNS                        | Não largou (Did not start)                |   |                                      |
| Recorde nacional      | Recorde nacional (National record)           | Recorde europeu       | Recorde europeu (European)            | DNF                        | Não terminou (Did not finish)             |   |                                      |
| Recorde pessoal       | Recorde pessoal do atleta (Personal best)    | Recorde da Oceania    | Recorde da Oceania (Oceania)          | DSQ / DQ                   | Desclassificado (Disqualified)            |   |                                      |
| Recorde da temporada  | Recorde da temporada do atleta (Season best) | Recorde sul-americano | Recorde sul-americano (South America) | NM                         | Sem marca (No mark)                       |   |                                      |